# MagSafe
Il connettore MagSafe è un connettore per l'alimentazione, presentato da Apple il 10 gennaio 2006 al MacWorld Expo di San Francisco, insieme al MacBook Pro.

## Descrizione
La particolarità del connettore MagSafe è l'essere tenuto in sede magneticamente, cosicché quando il cavo di alimentazione viene tirato accidentalmente il connettore si sfila in modo sicuro, senza danneggiarsi o far cadere il computer. Tale funzione è simile a quella dei connettori degli apparecchi per friggere che, quando tirati, si staccano per evitare che l'olio bollente si rovesci.
I pin del connettore MagSafe sono disposti in modo simmetrico consentendo di inserire il connettore in qualunque verso: il pin centrale trasporta il segnale di controllo carica, mentre quelli più esterni trasportano l'alimentazione. La calza metallica esterna del connettore viene utilizzata dall'ancoraggio metallico ma non ha funzioni dal punto di vista elettrico. Il connettore MagSafe contiene un LED che si illumina quando connesso al computer, di colore ambra quando è in corso la ricarica della batteria del computer, verde quando la batteria non viene ricaricata (durante la verifica iniziale della tensione o quando è completamente carica).
Negli anni, il trasformatore del MagSafe è diminuito di dimensioni e peso a parità di potenza erogata.
Viene sempre fornito con una prolunga e con un connettore a muro secondo il paese di acquisto. Possono essere acquistati a parte kit per renderlo meccanicamente compatibile con tutte le connessioni elettriche mondiali, a livello elettrico è un alimentatore multi voltaggio auto adattabile 100-240 V 50-60 Hz.
Con i MacBook Pro Mid 2010 è stata modificata la forma dell'alimentatore rendendolo ad L. Questa nuova versione ne riduce lo spazio occupato e il connettore è stato reso completamente d'allumino.
Nelle prime versioni di MagSafe, fino alla sua temporanea sostituzione con connettore di ricarica USB-C nel 2016, esistevano diverse versioni dell'alimentatore dei notebook Apple: quella da 45 W, utilizzata nei MacBook Air, quella da 60 W, utilizzata nei MacBook e nei MacBook Pro da 13,3", la versione da 85 W impiegata nei MacBook Pro 15,5" e 17" e la versione da 85W impiegata nei MacBook Pro 15" Retina:
- 14,5 V DC per l'alimentatore da 45 W del MacBook Air
- 16,5 V DC per l'alimentatore da 60 W del MacBook e del MacBook Pro da 13"
- 18,5 V DC per l'alimentatore da 85 W del MacBook Pro da 15" e 17"
- 20 V DC per l'alimentatore da 85 W del MacBook Pro Retina da 15"

Dal 2021, MagSafe è tornato ad essere connettore standard di ricarica per MacBook Pro, prima, e MacBook Air M2 poi affiancando la possibilità di ricaricare i terminali con USB-C.

## MagSafe 2
Nel portatile MacBook Air del 2012 è stata introdotta una versione miniaturizzata del MagSafe: la MagSafe 2, resasi necessaria a causa del ridotto spessore del portatile; in seguito tale versione è stata applicata a tutti i portatili di Apple. In tutte e due le versioni i pin, elettricamente e per dimensioni, sono identici differiscono per lo spessore della struttura di contorno magnetica.
Apple commercializza un adattatore per rendere intercambiabili le due versioni di MagSafe.

## Sistemi precedenti

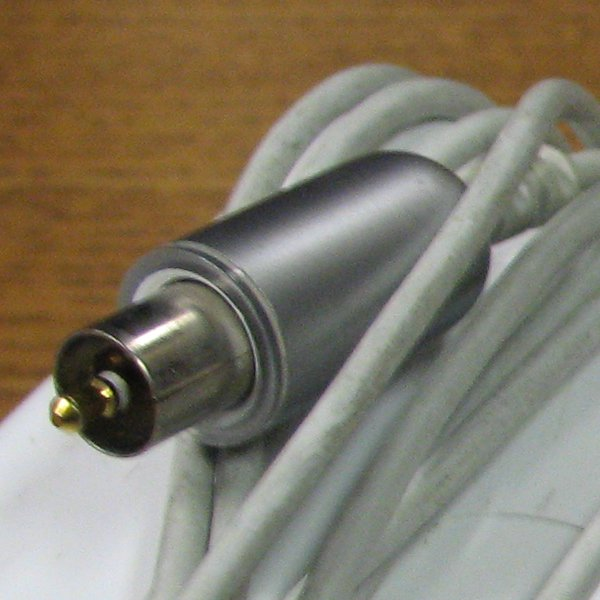
Connettore di ricarica di un iBook

Prima dell'ideazione del MagSafe i precedenti portatili Apple, come ad esempio PowerBook, adottavano un sistema coassiale con un pin protetto da uno scudo metallico, simile a quello degli altri portatili. La serie iBook introdusse un nuovo connettore, simile ad un connettore stereo, ma con un anello metallico intorno. Mentre i primi caricabatterie (a forma di disco) avevano un semplice connettore cilindrico argentato, quelli successivi (di forma bianca col simbolo Apple, simili agli attuali MagSafe) avevano un anello luminoso che, esattamente come il LED sui MagSafe, indicava lo status di carica col medesimo codice cromatico in seguito adottato per l'attuale MagSafe.
Per tale ragione inciampare su un caricabatterie collegato ad un iBook o estrarlo scorrettamente, tirando con violenza il cavo poteva, come per molti altri dispositivi non basati sull'aggancio magnetico, far cadere il portatile oppure danneggiare i connettori deformando lo scudo interno del connettore esterno o rovinando il connettore interno. Se la tecnologia dei connettori con anello luminoso rendeva semplice valutare un inefficace funzionamento del caricabatterie danneggiato, i primi connettori, privi di feedback luminoso, potevano sviluppare problemi di diagnosi non visualmente rapida.
In casi di danneggiamento e forte logorio del connettore, lo stesso poteva piegarsi e danneggiarsi: in casi estremi, la punta del connettore poteva rompersi nel socket del portatile, rimanendovi incastrata.
A causa del design dei primi iBook G3, era possibile sostituire la componente contenente la presa di alimentazione senza dover sostituire l'intera scheda madre: ciò era comunque reso difficile dalla posizione della stessa, che costringeva il tecnico a dover smontare quasi completamente il portatile in un processo composto da 50 passi, comprensibilmente oneroso in termini di manodopera ed attenzione richiesta.
Questi problemi sono stati ridotti dal MagSafe, non più basato su componenti meccaniche, ma magnetiche.

## Galleria d'immagini

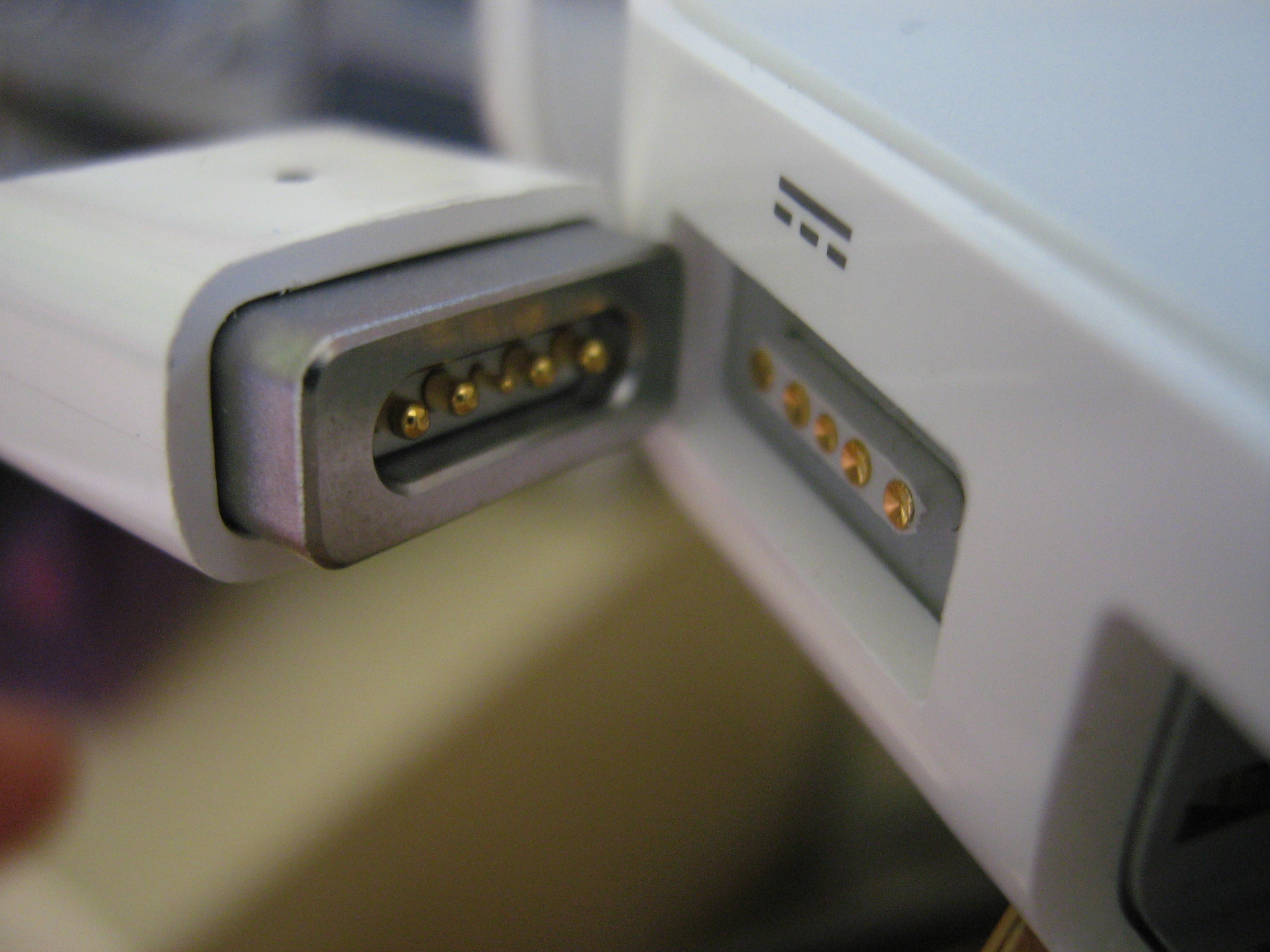
MagSafe 1 (2006-2010)
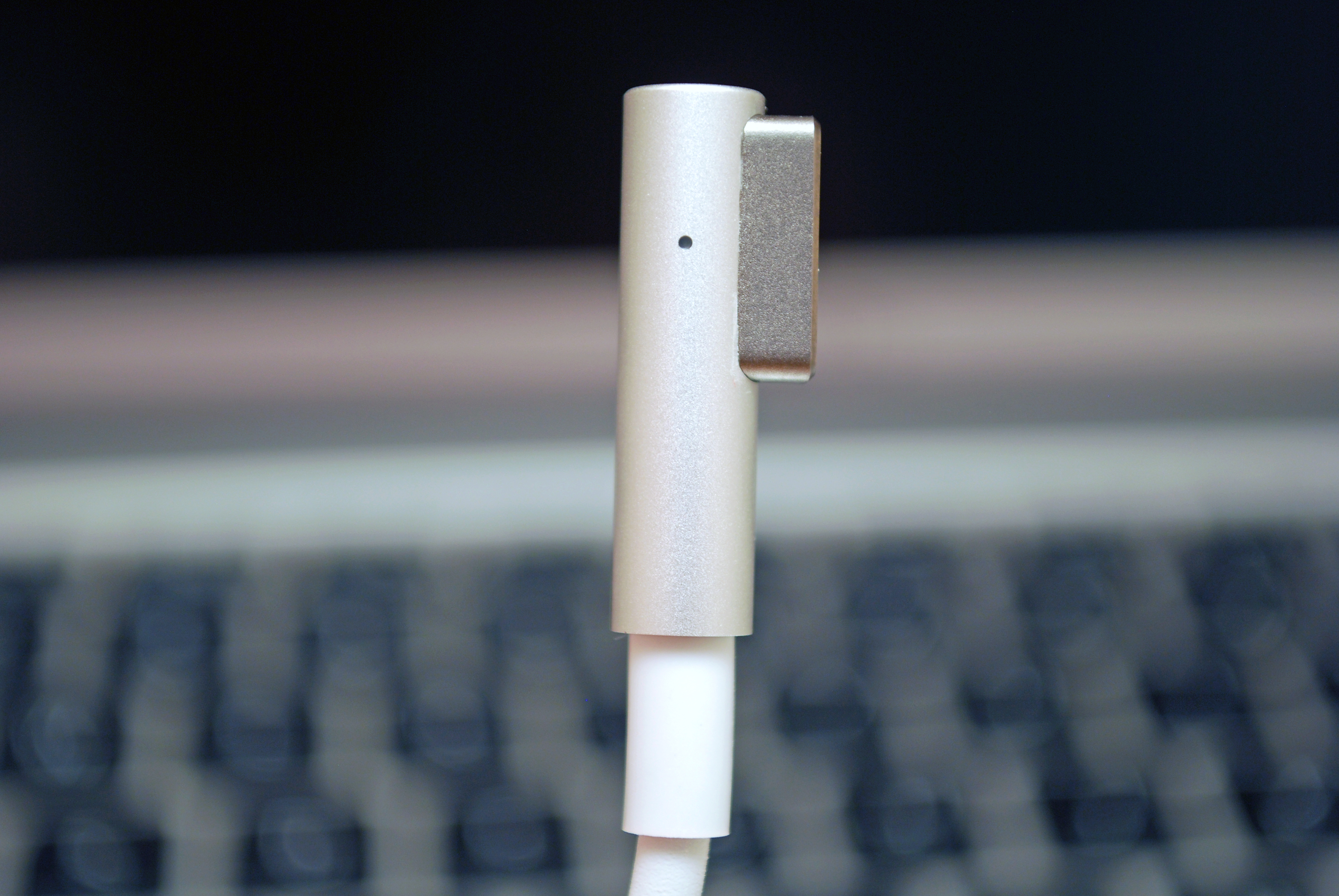
MagSafe 1 ad L (2010-2012)
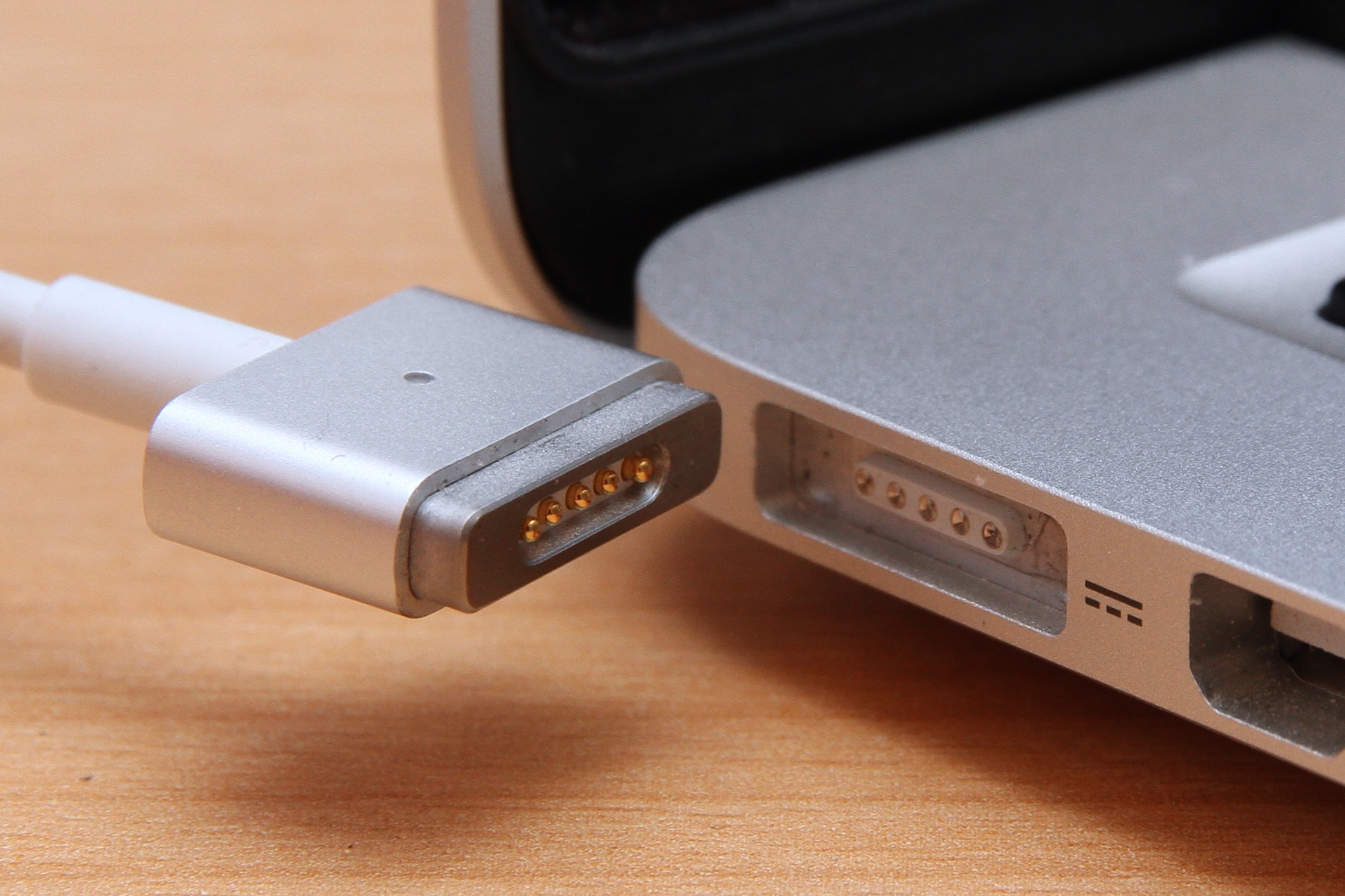
MagSafe 2 (dal 2012)
- Funzionamento del connettore